# رودولف فرانز
رودولف فرانز (بالألمانية: Rudolph Franz)‏ هو فيزيائي ألماني، ولد في 1826 في برلين في ألمانيا، وتوفي بنفس المكان في 1902.